# Rambler TV
Rambler TV (russisch Рамблер ТВ) war ein privater Fernsehsender in Russland, der am 1. Januar 2003 startete. Rambler TV sendete ein Spartenprogramm bestehend aus Dokumentationen, Bildungs- und Unterhaltungsprogrammen meist westlicher Produktion.
Der Marktanteil von Rambler TV in Russland war eher gering. Bei einer Umfrage 2004 gaben nur etwa 5 % der Befragten an, in der letzten Woche Rambler TV gesehen zu haben. Rambler TV rangierte damit auf Rang 15 der russischen Fernsehstationen.
Rambler TV gehörte zunächst zum Unternehmen Rambler Media Group, das auch die Suchmaschine Rambler betreibt. Im Oktober 2006 wurde der Sender jedoch an die Medien-Holding Prof-Media verkauft, die wiederum zum Konzern Interros gehört, dessen Mitbesitzer der russische Unternehmer und Politiker Wladimir Potanin ist.
Am 13. Juni 2007 wurde der Sender wegen zu niedriger Einschaltquoten geschlossen.